# شيهو ميياشيتا
شيهو ميياشيتا (باليابانية: 宮下 周歩) (26 أكتوبر 1994 في ناغانو في اليابان – )؛ هو لاعب كرة قدم كان يلعب كلاعب وسط.

## وصلات خارجية
- شيهو ميياشيتا على موقع رابطة كرة القدم اليابانية للمحترفين (اليابانية)
- شيهو ميياشيتا على موقع قاعدة بيانات كرة القدم.إي يو (الإنجليزية)
- شيهو ميياشيتا على موقع Soccerway.com (الإنجليزية)
- شيهو ميياشيتا على موقع عالم كرة القدم.نت (الإنجليزية)